# Espluga de la Pentinella
L'Espluga de la Pentinella és una cavitat del terme de Conca de Dalt, al Pallars Jussà, dins de l'antic terme d'Hortoneda de la Conca, en territori del poble d'Hortoneda.
Està situada al vessant de ponent de la Serra del Banyader, a la dreta del barranc de la Coma de l'Olla, a migdia del Roc de la Pentinella, a llevant de les Costes de Cantellet.